# Équipe de Suède de curling
L'équipe de Suède de curling est la sélection qui représente la Suède dans les compétitions internationales de curling.
En 2017, l'équipe nationale est classé comme nation numéro 2 chez les hommes et numéro 5 chez les femmes.

## Historique

### Palmarès et résultats

#### Palmarès masculin
Titres, trophées et places d'honneur
- Jeux Olympiques Hommes depuis 1924
  - Meilleur résultat : 2ème
  - 2 fois deuxième en 1924, 2018
  - 1 fois troisième en 2014

| Jeux olympiques     | Classement | Skip          | Third            | Second           | Lead                 | Remplaçant     |
| ------------------- | ---------- | ------------- | ---------------- | ---------------- | -------------------- | -------------- |
| Nagano 1998         | 5e         | Peja Lindholm | Tomas Nordin     | Magnus Swartling | Peter Narup          | Marcus Feldt   |
| Salt Lake City 2002 | 4e         | Peja Lindholm | Tomas Nordin     | Magnus Swartling | Peter Narup          | Anders Kraupp  |
| Turin 2006          | 9e         | Peja Lindholm | Tomas Nordin     | Magnus Swartling | Peter Narup          | Anders Kraupp  |
| Vancouver 2010      | 4e         | Niklas Edin   | Sebastian Kraupp | Fredrik Lindberg | Viktor Kjäll         | Oskar Eriksson |
| Sotchi 2014         | Bronze     | Niklas Edin   | Sebastian Kraupp | Fredrik Lindberg | Viktor Kjäll         | Oskar Eriksson |
| Pyeongchang 2018    | Argent     | Niklas Edin   | Oskar Eriksson   | Rasmus Wranå     | Christoffer Sundgren | Henrik Leek    |

- Championnats du monde Hommes depuis 1959
  - Meilleur résultat : 1er
  - 7 fois premier en 2015, 2013, 2004, 2001, 1997, 1977, 1973
  - 8 fois deuxième en 2017, 2014, 2000, 1998, 1994, 1985, 1974, 1967
  - 5 fois troisième en 2012, 2011, 1984, 1970, 1965
- Championnats d'Europe Hommes depuis 1975
  - Meilleur résultat : 1er
  - 11 fois premier en 2017, 2016, 2015, 2014, 2012, 2009, 2001, 1998, 1990, 1987, 1977
  - 13 fois deuxième en 2011, 2005, 2004, 2003, 2002, 1996, 1992, 1986, 1985, 1981, 1979, 1978, 1975
  - 4 fois troisième en 2006, 2000, 1994, 1980

#### Palmarès féminin
Titres, trophées et places d'honneur
- Jeux Olympiques Femmes depuis 1998
  - Meilleur résultat : 1er
  - 3 fois premier en 2010, 2006, 2018
  - 1 fois deuxième en 2014
  - 1 fois troisième en 1998

| Jeux olympiques     | Classement | Skip                   | Third              | Second             | Lead              | Remplaçant         |
| ------------------- | ---------- | ---------------------- | ------------------ | ------------------ | ----------------- | ------------------ |
| Nagano 1998         | Bronze     | Elisabet Gustafson     | Margaretha Lindahl | Louise Marmont     | Katarina Nyberg   | Elisabeth Persson  |
| Salt Lake City 2002 | 4e         | Elisabet Gustafson     | Katarina Nyberg    | Louise Marmont     | Elisabeth Persson | Christina Bertrup  |
| Turin 2006          | Or         | Anette Norberg         | Eva Lund           | Cathrine Lindahl   | Anna Svaerd       | Ulrika Bergman     |
| Vancouver 2010      | Or         | Anette Norberg         | Eva Lund           | Cathrine Lindahl   | Anna Le Moine     | Kajsa Bergström    |
| Sotchi 2014         | Argent     | Margaretha Sigfridsson | Maria Prytz        | Christina Bertrup  | Maria Wennerström | Agnes Knochenhauer |
| Pyeongchang 2018    | Or         | Anna Hasselborg        | Sara McManus       | Agnes Knochenhauer | Sofia Mabergs     | Jennie Wåhlin      |

- Championnats du monde Femmes depuis 1979
  - Meilleur résultat : 1er
  - 8 fois premier en 2011, 2006, 2005, 1999, 1998, 1995, 1992, 1981
  - 8 fois deuxième en 2013, 2012, 2009, 2002, 2001, 1982, 1980, 1979
  - 3 fois troisième en 2003, 1988, 1986
- Championnats d'Europe Femmes depuis 1975
  - Meilleur résultat : 1er
  - 19 fois premier en 2013, 2010, 2007, 2005, 2004, 2003, 2002, 2001, 2000, 1997, 1993, 1992, 1988, 1983, 1982, 1980, 1978, 1977, 1976
  - 11 fois deuxième en 2017, 2016, 2011, 2008, 1999, 1996, 1987, 1984, 1981, 1979, 1975
  - 4 fois troisième en 2012, 1995, 1991, 1989

#### Palmarès mixte
Titres, trophées et places d'honneur
- Championnat du Monde Doubles Mixte depuis 2015
  - Meilleur résultat : 2ème
  - 1 fois deuxième en 2015

#### Palmarès curling en fauteuil
| Jeux paralympiques | Classement | Skip                 | Third         | Second           | Lead             | Remplaçant     |
| ------------------ | ---------- | -------------------- | ------------- | ---------------- | ---------------- | -------------- |
| Turin 2006         | Bronze     | Jalle Jungnell       | Glenn Ikonen  | Rolf Johansson   | Anette Wilhelm   | Bernt Sjoeberg |
| Vancouver 2010     | Bronze     | Jalle Jungnell       | Glenn Ikonen  | Patrik Burman    | Anette Wilhelm   | Patrik Kallin  |
| Sotchi 2014        | 7e         | Jalle Jungnell       | Glenn Ikonen  | Patrik Kallin    | Kristina Ulander | Zandra Reppe   |
| Pyeongchang 2018   | 10e        | Viljo Petersson-Dahl | Ronny Persson | Mats-Ola Engborg | Kristina Ulander | Zandra Reppe   |